# Saison 2009 von Super 14
Die Saison 2009 war die vierte Ausgabe von Super 14, einem Rugby-Union-Wettbewerb mit 14 Franchise-Mannschaften aus Australien, Neuseeland und Südafrika (von 1996 bis 2005 hieß der Wettbewerb Super 12).
Die Saison begann am 13. Februar 2009 und endete mit dem Finale am 30. Mai 2009. Es wurden insgesamt 94 Spiele ausgetragen, wobei jede Mannschaft eine Round Robin gegen die 13 anderen Mannschaften austrug. Es folgten zwei Halbfinalspiele und schließlich das Finale. Titelverteidiger waren die Crusaders aus der neuseeländischen Stadt Christchurch. Die Bulls aus der südafrikanischen Hauptstadt Pretoria gewannen zum zweiten Mal den Titel und bezwangen im Finale die Chiefs mit 61:17, was den höchsten Finalsieg in der Geschichte des Turniers bedeutete.

## Ergebnisse

### Tabelle
M = Amtierender Meister
|     | Team          | Spiele | Siege | Unent. | Ndlg. | Spiel- punkte | Diff. | Bonus- punkte | Tabellen- punkte |
| --- | ------------- | ------ | ----- | ------ | ----- | ------------- | ----- | ------------- | ---------------- |
| 01. | Bulls         | 13     | 10    | 0      | 3     | 338:271       | + 67  | 6             | 46               |
| 02. | Chiefs        | 13     | 9     | 0      | 4     | 338:236       | + 102 | 9             | 45               |
| 03. | Hurricanes    | 13     | 9     | 0      | 4     | 380:279       | + 101 | 8             | 44               |
| 04. | Crusaders     | 13     | 8     | 1      | 4     | 231:198       | + 33  | 7             | 41               |
| 05. | Waratahs      | 13     | 9     | 0      | 4     | 241:212       | + 29  | 5             | 41               |
| 06. | Sharks        | 13     | 8     | 0      | 5     | 282:239       | + 43  | 6             | 38               |
| 07. | Brumbies      | 13     | 8     | 0      | 5     | 311:305       | + 6   | 6             | 38               |
| 08. | Western Force | 13     | 6     | 1      | 6     | 328:275       | + 53  | 10            | 36               |
| 09. | Blues         | 13     | 5     | 0      | 8     | 339:369       | − 30  | 12            | 32               |
| 10. | Stormers      | 13     | 5     | 0      | 8     | 235:249       | − 14  | 7             | 27               |
| 11. | Highlanders   | 13     | 4     | 0      | 9     | 254:269       | − 15  | 9             | 25               |
| 12. | Lions         | 13     | 4     | 0      | 9     | 294:419       | − 125 | 8             | 24               |
| 13. | Reds          | 13     | 3     | 0      | 10    | 258:380       | − 122 | 7             | 19               |
| 14. | Cheetahs      | 13     | 2     | 0      | 11    | 213:341       | − 128 | 5             | 13               |

Die Punkte werden wie folgt verteilt:
- 4 Punkte bei einem Sieg
- 2 Punkte bei einem Unentschieden
- 0 Punkte bei einer Niederlage (vor möglichen Bonuspunkten)
- 1 Bonuspunkt für vier oder mehr Versuche, unabhängig vom Endstand
- 1 Bonuspunkt bei einer Niederlage mit weniger als sieben Punkten Unterschied

### Halbfinale
| 22. Mai 2009 | Chiefs                                                               | 14 : 10       | Hurricanes                                                                   | Waikato Stadium, Hamilton Zuschauer: 25.000 Schiedsrichter: Stuart Dickinson (Australien) |
| 22. Mai 2009 | Versuche: Lauaki 32. erh. Muliaina 54. erh. Erhöhungen: Donald (2/2) | (7:7) Bericht | Versuche: Nonu 20. erh. Erhöhungen: Weepu (1/1) Straftritte: Weepu (1/2) 66. | Waikato Stadium, Hamilton Zuschauer: 25.000 Schiedsrichter: Stuart Dickinson (Australien) |

| 23. Mai 2009 | Bulls | 36 : 23         | Crusaders | Loftus Versfeld Stadium, Pretoria Zuschauer: 52.000 Schiedsrichter: Bryce Lawrence (Neuseeland) |
| 23. Mai 2009 | Versuche: Habana 11. erh. Ndungane 33. erh. Spies 40. erh. Erhöhungen: Steyn (3/3) Straftritte: Steyn (1/1) 67. Dropgoals: Steyn (4/6) 36., 38., 69., 71. | (27:20) Bericht | Versuche: Whitelock 14. erh. Read 24. erh. Erhöhungen: MacDonald (2/2) Straftritte: Stephen Brett (1/1) 8. MacDonald (1/1) 21. Dropgoals: Ellis (1/1) 51. | Loftus Versfeld Stadium, Pretoria Zuschauer: 52.000 Schiedsrichter: Bryce Lawrence (Neuseeland) |

### Finale
| 30. Mai 2009 | Bulls | 61 : 17        | Chiefs                                                                                            | Loftus Versfeld Stadium, Pretoria Zuschauer: 52.000 Schiedsrichter: Jonathan Kaplan (Südafrika) |
| 30. Mai 2009 | Versuche: Du Preez (2) 9. erh., 12. erh. Habana (2) 15. erh. 40. erh. Matfield 58. n.erh. Olivier 67. n.erh. Spies 72. erh. Rossouw 79. erh. Erhöhungen: Steyn (5/6) Francis (1/1) Straftritte: Steyn (2/2) 29., 49. Dropgoals: Steyn (1/1) 22. | (34:7) Bericht | Versuche: Masaga 7. erh. Muliaina 46. erh. Erhöhungen: Donald (2/2) Straftritte: Donald (1/2) 52. | Loftus Versfeld Stadium, Pretoria Zuschauer: 52.000 Schiedsrichter: Jonathan Kaplan (Südafrika) |

| 15                 | Zane Kirchner      |             |
| 14                 | Akona Ndungane     |             |
| 13                 | Jaco Pretorius     |             |
| 12                 | Wynand Olivier     | 74.         |
| 11                 | Bryan Habana       | 55. bis 59. |
| 10                 | Morné Steyn        | 75.         |
| 09                 | Fourie du Preez    | 68.         |
| 08                 | Pierre Spies       |             |
| 07                 | Dewald Potgieter   |             |
| 06                 | Deon Stegmann      | 20.         |
| 05                 | Victor Matfield    |             |
| 04                 | Bakkies Botha      | 59.         |
| 03                 | Werner Kruger      | 59.         |
| 02                 | Derick Kuun        | 52.         |
| 01                 | Gurthrö Steenkamp  |             |
| Auswechselspieler: |                    |             |
| 16                 | Chiliboy Ralepelle | 52.         |
| 17                 | Rayno Gerber       | 59.         |
| 18                 | Danie Rossouw      | 59.         |
| 19                 | Pedrie Wannenburg  | 20.         |
| 20                 | Heini Adams        | 68.         |
| 21                 | Burton Francis     | 75.         |
| 22                 | Marius Delport     | 55. 59. 74. |

| 15                 | Malili Muliaina   |     |
| 14                 | Lelia Masaga      |     |
| 13                 | Richard Kahui     |     |
| 12                 | Callum Bruce      | 68. |
| 11                 | Dwayne Sweeney    | 62. |
| 10                 | Stephen Donald    |     |
| 09                 | Toby Morland      | 74. |
| 08                 | Sione Lauaki      | 55. |
| 07                 | Tanerau Latimer   |     |
| 06                 | Liam Messam       |     |
| 05                 | Kevin O’Neill     | 55. |
| 04                 | Craig Clarke      |     |
| 03                 | James McGougan    |     |
| 02                 | Aled de Malmanche | 13. |
| 01                 | Sona Taumalolo    | 69. |
| Auswechselspieler: |                   |     |
| 16                 | Hika Elliot       | 13. |
| 17                 | Joe Savage        | 69. |
| 18                 | Toby Lynn         | 55. |
| 19                 | Serge Lilo        | 55. |
| 20                 | David Bason       | 74. |
| 21                 | Mike Delany       | 68. |
| 22                 | Sosene Anesi      | 62. |

## Statistik

### Meiste erzielte Versuche
|    | Spieler          | Mannschaft    | Versuche |
| -- | ---------------- | ------------- | -------- |
| 1. | Ma’a Nonu        | Hurricanes    | 9        |
| 2. | Bryan Habana     | Bulls         | 8        |
| 3. | Joe Rokocoko     | Blues         | 7        |
| 3. | Cameron Shepherd | Western Force | 7        |
| 3. | Pierre Spies     | Bulls         | 7        |
| 3. | Isaia Toeava     | Blues         | 7        |
| 3. | Jano Vermaak     | Lions         | 7        |

### Meiste erzielte Punkte
|    | Spieler        | Mannschaft    | Punkte |
| -- | -------------- | ------------- | ------ |
| 1. | Morné Steyn    | Bulls         | 191    |
| 2. | Stephen Donald | Chiefs        | 141    |
| 3. | Matt Giteau    | Western Force | 128    |
| 4. | Rory Kockott   | Sharks        | 116    |
| 5. | Jimmy Gopperth | Blues         | 104    |